# Загорскис, Роландс
Роландс Загорскис (род. 3 сентября 1949 года, латыш. Rolands Zagorskis) — советский и латвийский актёр театра и кино, основатель Рижского театра-клуба «Гамлет».

## Биография
Роландс Загорскис родился 3 сентября 1949 года. Окончил театральный факультет Латвийской государственной консерватории им. Я. Витола по специальности актёр театра и кино (1970).
Был актёром Государственного академического театра им. А. Упита. (Латвийский Национальный театр).
Снимался в фильмах Рижской киностудии. Основатель и художественный руководитель Рижского театра-клуба «Гамлет». Участник фестиваля уличных театров Бумборамбия.
С 1974 года член Союза театральных деятелей Латвии. Президент Латвийской ассоциации актёров.

## Фильмография
- 1971 — Нас четверо — Длинный
- 1972 — Афера Цеплиса — Цауне
- 1973 — Прикосновение — Айвар Клуцис
- 1973 — Олег и Айна — Андрис
- 1974 — Нападение на тайную полицию — Страуме
- 1974 — Приморский климат — Залитис
- 1975 — Наперекор судьбе — немецкий солдат
- 1975 — Лето мотоциклистов
- 1977 — Паруса — Андрис Озолиньш
- 1977 — Мальчуган — Микс
- 1978 — Ралли — Гунар Грауд
- 1979 — Ждите «Джона Графтона» — Блейк
- 1981 — Долгая дорога в дюнах — Зигис
- 1983 — Краткое наставление в любви — Янис
- 1984 — В двух шагах от «Рая» — Долечек
- 1985 — Фронт в отчем доме — Спандег
- 1987 — Объезд
- 1990 — Семья Зитаров — Волдис